# Чемпіонат світу з легкої атлетики 2019 — марафонський біг (чоловіки)

Трансляція дисципліни

Змагання з марафонського бігу серед чоловіків на Чемпіонаті світу з легкої атлетики 2019 проходили 5 жовтня на шосейній кільцевій трасі (довжина кільця — 7 км), прокладеній вулицями Дохи, зі стартом та фінішем на міській еспланаді (англ. Doha Corniche).

## Напередодні старту
На початок змагань основні рекордні результати були такими:
| WR | Еліуд Кіпчоґе (KEN) | 2:01.39 | Берлін | 16 вересня 2018 |
| CR | Абель Кіруї (KEN)   | 2:06.54 | Берлін | 22 серпня 2009  |
| WL | Еліуд Кіпчоґе (KEN) | 2:02.37 | Лондон | 28 квітня 2019  |

Зважаючи на спеку у Досі вдень, організаторами змагань було зазделегідь прийнято рішення про проведення марафонського забігу вночі. Ця обставина не дозволяла з впевненістю робити висновки про потенційних претендентів на перемогу.

## Результати
Перемогу та звання чемпіона світу на фінішному відрізку дистанції у протистоянні із співвітчизником Мосінетом Геремеу виборов ефіоп Леліса Десіса.
| Місце | Атлет                             | Час     | Примітки |
| ----- | --------------------------------- | ------- | -------- |
| 1     | Леліса Десіса (ETH)               | 2:10.40 | SB       |
| 2     | Мосінет Геремеу (ETH)             | 2:10.44 |          |
| 3     | Амос Кіпруто (KEN)                | 2:10.51 |          |
| 4     | Каллум Гокінс (GBR)               | 2:10.57 |          |
| 5     | Стівен Мокока (ZAF)               | 2:11.09 |          |
| 6     | Зерсенай Тадесе (ERI)             | 2:11.29 | SB       |
| 7     | Ель Гассан ель Аббассі (BHR)      | 2:11.44 | SB       |
| 8     | Хамза Сахлі (MAR)                 | 2:11.49 |          |
| 9     | Тадессе Абрахам (CHE)             | 2:11.58 |          |
| 10    | Даніель Матео (ESP)               | 2:12.15 |          |
| 11    | Лабан Корір (KEN)                 | 2:12.38 |          |
| 12    | Яссін Рашік (ITA)                 | 2:12.41 |          |
| 13    | Фред Мусобо (UGA)                 | 2:13.42 |          |
| 14    | Джеффрі Кіруї (KEN)               | 2:13.54 | SB       |
| 15    | Ейоб Гебрехівет Фаніель (ITA)     | 2:13.57 | SB       |
| 16    | Альфонс Сімбу (TAN)               | 2:13.57 |          |
| 17    | Томас Рейнхолд (NAM)              | 2:14.38 |          |
| 18    | Стівен Кіпротіч (UGA)             | 2:15.04 |          |
| 19    | Паулу де Альмейда Паула (BRA)     | 2:15.09 |          |
| 20    | Ян Шаохвей (CHN)                  | 2:15.17 |          |
| 21    | Тонакал Гопі (IND)                | 2:15.57 |          |
| 22    | Феліс'єн Мугітіра (RWA)           | 2:16.21 |          |
| 23    | Ахмед Осман (USA)                 | 2:16.22 | SB       |
| 24    | Велду Гебрецадік (NOR)            | 2:16.35 |          |
| 25    | Ямагісі Гірокі (JPN)              | 2:16.43 | SB       |
| 26    | Тійдрек Нурме (EST)               | 2:17.38 |          |
| 27    | Малкольм Гікс (NZL)               | 2:17.45 |          |
| 28    | Адганом Абрага (SWE)              | 2:17.57 |          |
| 29    | Кавауті Юкі (JPN)                 | 2:17.59 |          |
| 30    | Кейден Шілдс (NZL)                | 2:18.08 |          |
| 31    | Тійс Нійгуйс (DEN)                | 2:18.10 |          |
| 32    | Десмонд Мокгобу (ZAF)             | 2:18.21 |          |
| 33    | Роман Фості (EST)                 | 2:18.30 | SB       |
| 34    | Нгонідзаше Нкубе (ZIM)            | 2:18.42 |          |
| 35    | Федір Шутов (ANA)                 | 2:18.58 |          |
| 36    | Джон Мейсон (CAN)                 | 2:19.21 |          |
| 37    | Футаока Когей (JPN)               | 2:19.23 |          |
| 38    | Елканах Кібет (USA)               | 2:19.33 | SB       |
| 39    | Джуліан Спенс (AUS)               | 2:19.40 |          |
| 40    | Б'ямбаджав Цевеєнравдан (MGL)     | 2:20.07 |          |
| 41    | Лемаворк Кетема (AUT)             | 2:20.45 |          |
| 42    | Томас де Бок (BEL)                | 2:21.13 |          |
| 43    | Стівен Скалліон (IRL)             | 2:21.31 |          |
| 44    | Веллінгтон Безерра да Сілва (BRA) | 2:21.49 |          |
| 45    | Бергану Дегефа (CAN)              | 2:22.28 |          |
| 46    | Ендрю Епперсон (USA)              | 2:23.11 |          |
| 47    | Муньярадзі Джарі (ZIM)            | 2:23.34 |          |
| 48    | Дмітрійс Серьогінс (LAT)          | 2:24.00 | PB       |
| 49    | Андрій Петров (UZB)               | 2:24.54 |          |
| 50    | Ігор Порозов (UKR)                | 2:26.11 |          |
| 51    | Вагнер да Сілва Норонья (BRA)     | 2:26.11 |          |
| 52    | Айзек Мпофу (ZIM)                 | 2:29.24 |          |
| 53    | Владислав Прямов (BLR)            | 2:31.04 |          |
| 54    | Сер-Од Бат-Охір (MGL)             | 2:36.01 |          |
| 55    | Ніколас Куестас (URU)             | 2:40.05 |          |
| —     | Полат Арікан (TUR)                | —       | DNF      |
| —     | Дерліс Аяла (PAR)                 | —       | DNF      |
| —     | До Буцзе (CHN)                    | —       | DNF      |
| —     | Мохамед ель Аарабі (MAR)          | —       | DNF      |
| —     | Мерт Гірмалегессе (TUR)           | —       | DNF      |
| —     | Стефано Гуче (TAN)                | —       | DNF      |
| —     | Олів'є Ірабарута (BDI)            | —       | DNF      |
| —     | Мергаві Кесете (ERI)              | —       | DNF      |
| —     | Еванс Кіплагат (AZE)              | —       | DNF      |
| —     | Пол Лоньянгата (KEN)              | —       | DNF      |
| —     | Даніеле Меуччі (ITA)              | —       | DNF      |
| —     | Табісо Моенг (ZAF)                | —       | DNF      |
| —     | Соломон Мутаї (UGA)               | —       | DNF      |
| —     | Тоні Пейн (THA)                   | —       | DNF      |
| —     | Бенсон Сеурей (BHR)               | —       | DNF      |
| —     | Августіну Сулле (TAN)             | —       | DNF      |
| —     | Окубай Цегай (ERI)                | —       | DNF      |
| —     | Муле Васігун (ETH)                | —       | DNF      |